# Bengtsson
Bengtsson ist ein schwedischer Familienname.

## Herkunft und Bedeutung
Der Name ist eine patronymische Bildung und bedeutet Sohn des Bengt.

## Namensträger
- Alexander Bengtsson (1995–2016), schwedischer Politiker
- Allan Bengtsson (1889–1955), schwedischer Hochspringer
- Angelica Bengtsson (* 1993), schwedische Stabhochspringerin
- Bengt Bengtsson (1897–1977), schwedischer Turner
- Bengt-Åke Bengtsson (* 1938), schwedischer Ruderer
- Birgitta Bengtsson (* 1965), schwedische Seglerin
- Björn Bengtsson (* 1973), schwedischer Schauspieler
- Boel Bengtsson (* 1972), schwedische Seglerin
- Catrine Bengtsson (* 1969), schwedische Badmintonspielerin
- Claes Bengtsson (* 1959), schwedischer Eisschnellläufer
- Eddy Bengtsson (* 1979), schwedischer Ringer
- Erik Bengtsson (* 1928), schwedischer Generalleutnant, Chef des Heeres
- Erling Blöndal Bengtsson (1932–2013), dänischer Cellist
- Folke Bengtsson (* 1944), schwedischer Eishockeyspieler
- Frans G. Bengtsson (1894–1954), schwedischer Autor und Schachspieler
- Gabriel Bengtsson (* 1977), schwedischer Judoka
- Gabriel Bengtsson Oxenstierna (1586–1656), schwedischer Reichsadmiral und Staatsmann
- Gert-Åke Bengtsson (* 1948), schwedischer Sportschütze
- Göran Bengtsson (Leichtathlet) (* 1949), schwedischer Leichtathlet
- Göran Bengtsson (Handballspieler) (* 1956), schwedischer Handballspieler
- Gösta Bengtsson (1897–1984), schwedischer Segler
- Gunder Bengtsson (1946–2019), schwedischer Fußballtrainer
- Gustaf Bengtsson (1886–1965), schwedischer Komponist
- Håkan Bengtsson (* 1942), schwedischer Schwimmer
- Helge Bengtsson (1916–2001), schwedischer Fußballspieler
- Henrik Bengtsson (* 1973), schwedischer Badmintonspieler
- Inge Bengtsson (1934–2005), schwedischer Fußballspieler
- Ingemund Bengtsson (1919–2000), schwedischer Reichstagsabgeordneter
- Ingvar Bengtsson (Leichtathlet) (1922–2001), schwedischer Leichtathlet
- Ingvar Bengtsson (Segler) (* 1955), schwedischer Segler
- Joel Bengtsson (* 1999), schwedischer Hürdenläufer
- Jonas T. Bengtsson (* 1976), dänischer Autor
- Jöns Bengtsson Oxenstierna (1417–1467), schwedischer Erzbischof
- Jörgen Bengtsson (* 1943), schwedischer Fußballspieler
- Kristin Bengtsson (* 1970), schwedische Fußballspielerin
- Lars Bengtsson (Segler) (* 1953), schwedischer Segler
- Lars-Erik Bengtsson (* 1942), schwedischer Schwimmer
- Lennart Bengtsson (* 1935), schwedischer Klimatologe und Hochschullehrer
- Leo Bengtsson (* 1998), schwedischer Fußballspieler
- Maria Bengtsson (Badminton) (* 1964), schwedische Badmintonspielerin
- Maria Bengtsson (Sängerin) (* 1975), schwedische Sängerin (Sopran)
- Odd Bengtsson (* 1959), schwedischer Boxer
- Oscar Bengtsson (1885–1972), schwedischer Fußballspieler
- Otto Bengtsson (1921–1998), schwedischer Speerwerfer
- Pär Bengtsson (1922–2007), schwedischer Fußballspieler
- Per Bengtsson (* 1967), schwedischer Eisschnellläufer
- Per-Inge Bengtsson (* 1961), schwedischer Kanute
- Pierre Bengtsson (Fußballspieler, 1979) (* 1979), schwedischer Fußballspieler
- Pierre Bengtsson (* 1988), schwedischer Fußballspieler
- Rasmus Bengtsson (Fußballspieler) (* 1986), schwedischer Fußballspieler
- Rasmus Bengtsson (Eishockeyspieler) (* 1993), schwedischer Eishockeyspieler
- Robert Bengtsson-Bärkroth (* 1968), schwedischer Fußballspieler
- Robin Bengtsson (* 1990), schwedischer Sänger
- Rolf-Göran Bengtsson (* 1962), schwedischer Springreiter
- Simon Bengtsson (1860–1939), schwedischer Insektenkundler
- Stefan Bengtsson (* 1954), schwedischer Segler
- Stellan Bengtsson (* 1952), schwedischer Tischtennisspieler
- Sylve Bengtsson (1930–2005), schwedischer Fußballspieler
- Therese Bengtsson (* 1979), schwedische Handballspielerin
- Thure Bengtsson (1921–2003), schwedischer Radrennfahrer
- Ulf Bengtsson (1960–2019), schwedischer Tischtennisspieler
- Victoria Bengtsson (* 1966), schwedische Sportgymnastin